# Menophra
Menophra is een geslacht van vlinders uit de familie van de spanners (Geometridae).
De naam "Menophra" is samenstelling van Oudgrieks μήνη, mēnē (maan) en ὀφρῦς, ophrus (wenkbrauw) en verwijst naar de maantjes die in de franje gevormd worden door de sterk getande achterrand van met name de achtervleugel.

## Soorten
- M. aborta (Warren, 1898)
- M. abruptaria (Thunberg, 1792) - Zwartvlekspikkelspanner
- M. absurda (Prout, 1917)
- M. alticamerunis Herbulot, 1992
- M. anaplagiata Sato, 1984
- M. angustipennis Dognin, 1907
- M. annegreteae Skou, 2007
- M. arabica Wiltshire, 1980
- M. berenicidaria (Turati, 1924)
- M. bicornuta Inoue, 1990
- M. bilobata Herbulot, 1995
- M. bitoi Sato, 1992
- M. caeca (Prout, 1913)
- M. canariensis (Rebel, 1917)
- M. codra Swinhoe, 1891
- M. conjunctaria Leech, 1897
- M. contemptaria (Walker, 1860)
- M. costistrigata Warren, 1896
- M. cuprearia Moore, 1867
- M. chionodes Wehrli, 1941
- M. decorata Moore, 1867
- M. dioxpages Prout, 1916
- M. dnophera (Prout, 1915)
- M. emaria Bremer, 1864
- M. engys Wehrli, 1939
- M. erebaria Oberthür, 1883
- M. fulvistrigata Herbulot, 1996
- M. grummi Alphéraky, 1888
- M. harterti (Rothschild, 1912)
- M. harutai Inoue, 1954
- M. humeraria Moore, 1867
- M. jansei Herbulot, 1997
- M. japygiaria (O. Costa, 1849)
- M. jobaphes Wehrli, 1941
- M. jugorum Felder, 1874
- M. lederi Christoph, 1889
- M. lignata Warren, 1894
- M. luteifasciata Herbulot, 1996
- M. maderae (Bethune-Baker, 1891)
- M. melagrapharia Hampson, 1907
- M. mitsundoi Sato, 1984
- M. nakajimai Sato, 1984
- M. nathaliae Herbulot, 1998
- M. nigrifasciata Hampson, 1891
- M. nitidaria Sterneck, 1928
- M. nycthemeraria (Geyer, 1831)
- M. obtusata (Warren, 1902)
- M. olginaria (Swinhoe, 1904)
- M. oviceps (Prout, 1954)
- M. owadai Sato, 1987
- M. pallescens Inoue, 1990
- M. perserrata Walker, 1862
- M. praestantaria Püngeler, 1902
- M. prouti Sterneck, 1928
- M. punctilinearia Leech, 1897
- M. retractaria Moore, 1867
- M. scalaria Christoph, 1893
- M. senilis Butler, 1878
- M. serpentinaria Warren, 1896
- M. serraria Costa, 1882
- M. serrata Fletcher D. S., 1963
- M. serrataria (Walker, 1860)
- M. strictaria Lederer, 1853
- M. subplagiata Walker, 1860
- M. subterminalis Prout, 1925
- M. taiwana Wileman, 1910
- M. torridaria Moore, 1888
- M. trilineata Warren, 1896
- M. trypanaria Wiltshire, 1948